# يعقوب السبيعي
يعقوب السبيعي (1945 - 8 يوليو 2024) شاعر كويتي.

## نشأته
كان لوجوده في السكن الداخلي أثناء دراسته في ثانوية الشويخ الأثر الكبير في بناء أرضيته الثقافية، حيث انكب على قراءة كتب التراث العربي في المكتبة، خصوصاً المؤلفات والمراجع الأدبية مثل، الأغاني لأبي فرج الأصفهاني وعيون الأخبار لابن قتيبة ووفيات الأعيان لإبن خلكان ومعظم كتب ابي عثمان الجاحظ وكتب التاريخ كمروج الذهب للمسعودي، وقد وجد في نفسه ميلاً كبيراً لهذه النوعية من القراءة، الأمر الذي أثْرى أرضيته الأدبية، وساعده فيما بعد على إبراز موهبته الشعرية بوجه خاص، والأدبية بشكل عام. قررت وزارة التربية في الكويت تدريس نماذج من شعره للمرحلة المتوسطة.

## مسيرته
بدأ يعقوب السبيعي كتابة أشعاره في بداية الستينات.
- انضم إلى رابطة الأدباء الكويتيين في عام 1970، ثم أصبح عضواً في مجلس إدارتها.
- ثم أميناً لسر الرابطة للفترة 1986 - 1992
- عضو لجنة التحكيم لجائزة البابطين الشعرية
- عضو لجنة دعم المؤلفات الإبداعية في المجلس الوطني للثقافة والفنون والآداب
- عضو لجنة النصوص في وزارة الإعلام
- عضو لجنة الاستماع إلى الأغاني في الوزارة ذاتها

## عمله
عمل في وزارة الداخلية في مجال التحقيق، ثم انتقل إلى أحد البنوك الوطنية، وأخيرا عمل في مكتب الأمين العام لجامعة الكويت.

## دواوينه وقصائده
من دواوينه الشعرية:
- السقوط إلى الأعلى وهو أول دواوينه، صدر عام 1971م
- مسافات الروح 1985م
- الصمت مزرعة الظنون 1989م

## الجوائز
- حاز على الجائزة التشجيعية لأفضل ديوان.

## الوفاة
توفي يعقوب السبيعي في 8 يوليو 2024 عن عمر ناهز التاسعة والسبعين.

## وصلات خارجية
- صفحة يعقوب السبيعي في موقع مؤسسة عبد العزيز سعود البابطين للإبداع الشعري